# ماركو دا سيلفا
ماركو دا سيلفا (10 أبريل 1992 بكومبيين في فرنسا - ) (بالفرنسية: Marco Da Silva)‏ هو لاعب كرة قدم فرنسي في مركز الوسط. لعب مع نادي فالينسيان.

## روابط خارجية
- ماركو دا سيلفا على موقع رابطة كرة القدم الفرنسية للمحترفين (الإنجليزية)
- ماركو دا سيلفا على موقع قاعدة بيانات كرة القدم.إي يو (الإنجليزية)
- ماركو دا سيلفا على موقع Soccerway.com (الإنجليزية)
- ماركو دا سيلفا على موقع AS.com (الإسبانية)